# David Hahn
David Charles Hahn (30. října 1976 Royal Oak - 27. září 2016 Shelby Charter Township) známý též jako Radioaktivní nebo též Nukleární skaut byl americkým členem skautské organizace Boy Scouts of America, který se v roce 1994 ve věku 17 let pokusil na zahradě rodinného domu zprovoznit jaderný množivý reaktor. Jeho pokus nebyl úspěšný a získal pouze zdroj rychlých neutronů. Následně byl zadržen policií při pokusu zbavit se kontaminovaných předmětů. Jeho příběh se dostal na veřejnost v roce 1998, kdy o něm byl uveřejněn článek v časopisu Harper's Magazine.

## Biografie
David Hahn se narodil v Royal Oak, předměstí Detroitu ve Spojených státech amerických. Jeho otec Kenneth byl inženýrem v automobilce General Motors, matka Patty trpěla psychickými problémy a musela být dočasně hospitalizována. Manželství se rozpadlo a Hahn se nastěhoval ke svému otci a jeho nové partnerce do rodinného domu na předměstí Detroitu Clinton Township. Víkendy a prázdniny pak trávil u své matky a jejího přítele na předměstí Golf Manor. Stal se zapáleným členem skautské organizace. Zajímal se o sport a nijak se nelišil od ostatních dětí svého věku. Zlom nastal v jeho 10 letech, kdy od svého otce dostal knihu s názvem Zlatá kniha chemických pokusů. Hahn začal v následujících letech shromažďovat další učebnice a různé vědecké publikace. Pokusil se také získat všechny prvky periodické tabulky. V přírodních vědách byl úspěšný i ve škole, v ostatních předmětech byl naopak podprůměrný a za ostatními zaostával. Kromě teorie ho zajímaly také praktické pokusy. První laboratoř si zařídil ve svém dětském pokoji. Zde se mu podařilo vyrobit nitroglycerin. Jeho otec a nevlastní matka neměli pro jeho výzkum pochopení a chemikálie, které hromadil, pravidelně vyhazovali. Po první větší nehodě, kdy došlo ke vzplanutí hromádky hořčíku, ze kterého vyráběl domácí pyrotechniku, jim došla trpělivost a donutili ho přesunout se do garáže. Ani tam nevydržel příliš dlouho. Po mohutné explozi, ke které došlo, když šroubovákem prohraboval červený fosfor, mu další pokusy v domě zakázali. Pokračovat s výzkumem směl pouze pod dohledem v rámci skautingu. Na jednu schůzku skautů dorazil s oranžovým obličejem. Byl to výsledek jeho pokusu získat umělé opálení konzumací velkého množství kantaxantinu. Ve skautském táboře se také poprvé pokusil získat radioaktivní materiál z ukradených detektorů kouře.

## Pokus s množivým reaktorem
Jako skaut chtěl Hahn dosáhnout nejvyšší možné hodnosti označované jako orlí skaut. K tomu bylo, mimo jiné, nutné získat alespoň 21 skautských odznaků. Jedním z dostupných odznaků byl i ten za jadernou energetiku prosazený společností Westinghouse Electric Company. Hahn odznak získal v roce 1991 poté, co nakreslil schéma jaderného štěpení, strávil den na radiologickém oddělení nemocnice a postavil model reaktoru z předmětů běžně dostupných v domácnosti. Jako zdroj informací sloužila Hahnovi kniha vydaná ministerstvem energetiky. Došel k závěru, že by se získanými znalostmi měl být schopen postavit jednoduchou verzi jaderného reaktoru. Původně zamýšlel vytvořit klasický štěpný reaktor, ten by však vyžadoval použití velkého množství těžce dostupných izotopů uranu či plutonia. Od tohoto záměru tedy ustoupil a rozhodl se raději postavit množivý reaktor, tedy typ reaktoru, který produkuje větší množství štěpného materiálu, než sám spotřebuje. Už ve svých 15 letech začal aktivně pracovat na získávání konkrétních informací a potřebného materiálu. Pod falešnou identitou kontaktoval různé osoby a instituce, kterým se vždy představil jako vysokoškolský profesor, který potřebuje pomoct s praktickou ukázkou pro studenty. Nejintenzivněji spolupracoval s Donaldem Erbem z úřadu Nuclear Regulatory Commission. Hahn začal s experimentováním v zahradním domku na pozemku své matky v Golf Manor.
Jako první sestavil neutronový zářič tak, že umístil americium-241 do olověného pouzdra s malým otvorem, kterým měly být neutrony vystřelovány v požadovaném směru. Před něj postavil vrstvu parafínu, který mu umožnil provést potřebná měření. Ověřil si tak, že zářič skutečně fungoval. Americium získal z detektorů kouře od firmy, které tvrdil, že je potřebuje na školní projekt. Její zástupkyně mu dokonce zaslala instrukce, jak americium z detektoru vymontovat. V dalším kroku se zaměřil na získání štěpného materiálu. Zpočátku věřil, že využije především uran-235, který se nachází ve volné přírodě v některých horninách. S detektorem objížděl různé lokality, ale žádný použitelný zdroj uranu nenalezl. Na doporučení Erba napsal českému distributorovi, že chce pro svou laboratoř získat vzorky hornin obsahujících uran. Obdržel zásilku tmavých nerostů (pravděpodobně šlo o uraninit z Jáchymovska) s obsahem uranu-235 a uranu-238. Ty roztloukl kladivem na prach, který rozpustil v kyselině dusičné. Tu si musel sám vyrobit, jelikož se jednalo o kontrolovanou látku. Výslednou tekutinu přefiltroval přes kávové filtry. Vzniklá usazenina však stále nebyla dostatečně čistá a materiálu bylo málo. Svou pozornost tedy obrátil k thoriu-232, které lze štěpit na dobře využitelný uran-233. Ze starých plynových lamp vyndal punčošky, které hořákem spálil na popel. Za 1000 dolarů nakoupil lithiové baterie, za pomoci kterých popel vyčistil tak, že získal prášek z thoria 9000 krát čistšího, než je běžné v přírodě.
Jak se však ukázalo, americium nebylo jako zdroj neutronů dostatečně účinné a proto se rozhodl vyzkoušet radium-232. To získal ze starožitných hodin. Luminiscenční barvou s obsahem radia se natíraly jejich ručičky, aby byly čitelné i ve tmě. Hahn tedy obcházel starožitnictví s malým detektorem a měřil jím radiaci na hodinách. Pokud nějakou zaznamenal, hodiny okamžitě zakoupil. Barvu z ručiček poté oloupal, rozpustil, přefiltroval a usazeninu nechal zkrystalizovat. Radium poté vložil do druhého olověného pouzdra a na radu Erba před něj umístil fólii z beryllia, které slouží jako efektivní zdroj neutronů. Touto neutronovou zbraní poté ostřeloval thorium a změřil, že skutečně docházelo k štěpení. Stejný postup zopakoval s uranem, ale bez výsledku. Důvodem byla příliš velká rychlost neutronů, které je nutné zpomalit pomocí nějakého moderátoru. V srpnu 1994 se Hahn rozhodl svůj experiment dále upravit. K zesílení reakce využil tritium, které získal z mířidel zbraní. Ty si objednal ze zásilkové služby, tritium z nich extrahoval a poté je jako porouchané vrátil zpět. Následně sestavil samotný reaktor. Jeho tělo vyrobil z alobalových kostek naskládaných na sebe. Ty obsahovaly střídavě grafit a směsici uranu a thoria. Tyto kostky poté spojil lepící páskou do tvaru krychle s volným otvorem pro "jádro" reaktoru uprostřed. To vytvořil zabalením americia, radia a beryllia do koule z alobalu. Jádro vložil do reaktoru a pomocí Geigerova-Müllerova počítače začal měřit úroveň radiace. Měření poté zopakoval i mimo domek, kde zaznamenal vysoké hodnoty záření i přes betonovou zeď. Po konzultaci se svým kamarádem se rozhodl k použití řídících tyčí. Těmi se staly vrtáky z kobaltu, které zastrčil do svého reaktoru a pokus zopakoval.
Ačkoliv nedosáhl udržitelné řetězové reakce, úroveň vyprodukovaného záření asi 1000x překročila běžné hodnoty radioaktivity v přírodě a Hahn ho zaznamenal i o 5 domů dále. Reaktor okamžitě rozebral a rozhodl se navzájem reagující materiály od sebe oddělit a odvézt na různá místa. Část předmětů ze svého experimentu tedy zabalil do krabice na nářadí, kterou omotal lepící páskou a naložil do kufru svého auta. 31. srpna oznámil na policii náhodný svědek, že viděl podezřelého mladíka obhlížet nějaké auto a obával se, jestli nekrade kola. Hlídka nervózního Hahna zkontrolovala a vyzvala ho, aby jim ukázal kufr, ve kterém objevili zalepenou krabici. Hahn přiznal, že je v ní nebezpečný radioaktivní materiál. Okamžitě byl zadržen a věci z jeho auta pod dohledem zvláštní environmentální agentury zlikvidovány. Jelikož panovala obava, že se pokoušel vyrobit jadernou bombu, byla zalarmována řada institucí, včetně FBI, které případ prošetřily. Teprve o několik dní později přiznal, kde se experiment ve skutečnosti odehrál. V zahradním domku byla provedena měření, která potvrdila zvýšenou úroveň radiace, která však nebyla tak vysoká, jak se očekávalo. Hahnova matka přiznala, že jí zatelefonoval jeho otec a varoval ji, že David u ní mohl skladovat nebezpečný materiál. Podezřelé věci ze zahradního domku proto vyhodila do popelnice. Domek byl rozebrán a odvezen do úložiště jaderného odpadu v Utahu. Pozemek byl označen za oblast jaderné kontaminace. Podle výpočtů mohla radiace zasáhnout až 40000 občanů, její úroveň a doba trvání však nepředstavovaly nijak zvýšené zdravotní riziko. Nikdo se ho nakonec nerozhodl žalovat a vyvázl tak bez jakéhokoliv postihu.

## Pozdější život
Krátce po tomto incidentu získal Hahn hodnost orlího skauta. Svůj zájem o vědu chtěl zúročit studiem na vysoké škole, kde však neuspěl. Povědomí o jeho příběhu zajistil článek Kena Silversteina z časopisu Harper's Magazine z roku 1998. V roce 2003 se Hahn objevil v dokumentu o svém případu televizní stanice NBC. V roce 2004 vydal Silverstein knihu Radioaktivní skaut k níž následně prodal filmová práva, k realizaci však nikdy nedošlo. Hahn se rozhodl vstoupit do armády. Za svůj cíl si vybral letadlovou loď USS Enterprise s jaderným pohonem, kde mu však byl odepřen přístup k reaktoru, jelikož panovala obava, že byl při svém experimentu vystaven nebezpečné úrovni radiace a další ozařování by mohlo být pro něho nebezpečné. Zklamaný Hahn se stal obyčejným námořníkem, ale nadále doufal v kariéru pracovníka s jadernými zařízeními. Přístup k nim měl však doživotně zakázaný. Bylo mu také doporučeno, aby podstoupil lékařské vyšetření na specializovaném institutu blízko Chicaga, které odmítl. V roce 2007 se opět dostal do problémů s policií, když byl přistižen, jak na chodbách apartmánového domu, ve kterém v té době žil, kradl detektory kouře. Byl odsouzen k 90 dnům vězení. Ačkoliv Hahn původně nechtěl vědět, jaké měly tyto experimenty dopad na jeho zdraví, později podstupoval pravidelné čtvrtletní prohlídky, které nikdy neodhalily žádné problémy. Avšak situace, kdy se nemohl naplno věnovat svému koníčku, u něho postupně vedla k depresi. V roce 2016 zemřel ve svém domě na otravu alkoholem.